# Мацукава (посёлок)
Мацукава (яп. 松川町 Мацукава-мати) — посёлок в Японии, находящийся в уезде Симоина префектуры Нагано. Площадь посёлка составляет 72,90 км², население — 13 325 человек (1 августа 2014), плотность населения — 182,78 чел./км².

## Географическое положение
Посёлок расположен на острове Хонсю в префектуре Нагано региона Тюбу. С ним граничат город Иида, посёлки Иидзима, Такамори и сёла Накагава, Тоёока, Осика.

## Население
Население посёлка составляет 13 325 человек (1 августа 2014), а плотность — 182,78 чел./км². Изменение численности населения с 1980 по 2005 годы:
| 1980 | 13 108 чел. |  |
| 1985 | 13 511 чел. |  |
| 1990 | 13 422 чел. |  |
| 1995 | 13 617 чел. |  |
| 2000 | 14 070 чел. |  |
| 2005 | 14 117 чел. |  |